# Dominic Waldouck
Pas d'image ? Cliquez ici

a Compétitions nationales et continentales officielles uniquement.

Dernière mise à jour le 1 octobre 2020.
Dominic Waldouck, né le 26 septembre 1987 dans le quartier d'Hammersmith à Londres, est un joueur de rugby à XV qui évolue au poste de centre (1,80 m pour 106 kg). 